# واي سانو
واي سانو هو بركان يقع في الجزء الغربي من جزيرة فلوريس في إندونيسيا. يتكون واي سانو من كالديرا بيضاوي الشكل بعرض حوالي ميل ونصف (2.5 كم)، يحتوي على بحيرة مساحتها 260 مترًا أسفل حافة كالديرا التي يبلغ طولها 903 مترًا، وهي جزء من جبل أومبو روا. وتقع اثنين من الداخنة على الشاطئ الجنوبي الشرقي للبحيرة. لا توجد ثورات تاريخية معروفة.